# Deutscher Buchpreis
Tako se imenuje nagrada za najuspešnejše književno delo Združenja nemških založnikov in knjigarnarjev v minulem letu. Avtorjem najbolj uspešne knjige podeljujejo nagrado od leta 2005. dalje. Vzgledujejo se po Bookerjevi(en) in Goncourtovi(fr) nagradi.
Dosedanji nagrajenci te nagrade so bili:
- 2016 - Bodo Kirchhoff - za knjigo Widerfahrnis
- 2015 - Frank Witzel - za knjigo Die Erfindung der Roten Armee Fraktion durch einen manisch-depressiven Teenager im Sommer 1969
- 2014 - Lutz Seiler - za knjigo Kruso, Suhrkamp. ISBN 978-3-518-42447-6.
- 2013 - Terézia Mora - za knjigo Das Ungeheuer. Luchterhand. ISBN 978-3-630-87365-7.
- 2012 - Ursula Krechel - za  knjigo Landgericht
- 2011 - Eugen Ruge - za knjigo In zeiten des abnehmenden Licht
- 2010 - Melinda Nadj Abonji - za knjigo Tauben fliegen auf(sl.Golobi vzletijo/2012)
- 2009 - Kathrin Schmidt - za knjigo Du stirbst nicht
- 2008 - Uwe Tellkamp za knjigo Der turm
- 2007 - Julia Franck za knjigo Die Mittagsfrau(sl.Oslepelo srce/2012)
- 2006 - Katharine Hacker za knjigo Die habenichtse
- 2005 - Amo Geiger za knjigo Es geht uns gut(sl.Dobro se imamo/2008)